# Torrent del Solà (Eroles)
El torrent del Solà és un torrent del terme municipal de Tremp, dins del territori de l'antic terme municipal de Fígols de Tremp.
Es forma a los Seixos, al nord-oest del poble d'Eroles, per la unió de la llau de la Llosa i de la de Coll de la Trava, i des d'aquest lloc davalla cap al sud-est, fins que a prop i al nord-oest d'Eroles s'ajunta amb les llaus de la Font Blanca i del Clot del Martí, per crear el barranc del Torrent, que poc més tard esdevé el barranc de Ricós.